# اندیس سنگ آهن سرخ تله
سنگ آهن سرخ تله یک اندیس فلزی است که در حوالی شهر قزوین استان گیلان قرار دارد و مادهٔ معدنی موجود در آن، آهن است.سنگ میزبان این اندیس ژوراسیک، پرمین است  